# Love Again (canción de The Kid Laroi)
«Love Again» (en español "Amar otra vez") es una canción del cantante australiano The Kid Laroi. Fue lanzada el 27 de enero de 2023 a través de Columbia Records como el sencillo principal de su próximo álbum de estudio debut, The First Time (2023).  La canción fue escrita por Laroi junto con Billy Walsh y los productores Cirkut y Omer Fedi .

## Antecedentes y promoción
"Love Again" era una de las canciones sin estrenarse de Laroi que había sido filtrada en las redes sociales el año anterior. Primero dio a conocer e interpretó la canción en el iHeartRadio Jingle Ball 2022. La fecha de lanzamiento se reveló al final del video musical del sencillo promocional, "I Can't Go Back to the Way It Was (Intro)". La canción apareció en la experiencia Fortnite 'Wild Dreams' de Laroi como parte de su asociación con Epic Games . 

## Composición y letras
La canción habla de como Laroi lamenta lo que una vez fue un amor pasado y se pregunta si volverá o no, cantando sobre una guitarra acústica suave y una instrumentación difusa. Él canta en el coro, "¿Podemos encontrar el amor de nuevo? / ¿Es esta vez el final? / Dime."   Jason Lipshutz ' Billboard escribió que la canción "recuerda el nervio acústico crudo" del gran éxito de Laroi, "Without You", y "ofrece preguntas retóricas recortadas e inquebrantables mientras intenta encontrar una resolución en una relación". 

## Desempeño comercial
En el país natal de Laroi Australia, debutó en el número 14 en ARIA Singles Chart. La semana siguiente, la canción subió al número seis, marcando su sexto éxito entre los 10 primeros en la lista. Entró en la lista de sencillos del Reino Unido en el número 18 antes de subir al número 16 una semana después. 

## Video musical
El video musical oficial fue dirigido por Adrian Villagomez, se estrenó el 27 de enero de 2023. la trama gira en entorno a  Laroi dentro de una relación tóxica con Londond0ll, una muñeca rubia de tamaño natural que Laroi siguió en Instagram a principios de esa semana de estreno. Se ve a los dos conduciendo juntos, acurrucándose en la playa y discutiendo antes de reavivar su amor al final del video.

## Créditos
Créditos adaptados de Tidal .
- The Kid Laroi - voz, composición
- Cirkut - producción, composición, programación, grabación, sintetizador, producción vocal
- Omer Fedi - producción, composición, bajo, guitarra, programador, sintetizador, producción vocal
- Billy Walsh - composición
- Șerban Ghenea - mezcla

## Rendimiento comercial
| Chart (2023)                         | Peak position |
| ------------------------------------ | ------------- |
| Australia (ARIA)                     | 6             |
| 41                                   | 41            |
| 40                                   | 40            |
| Canadá (Canadian Hot 100)            | 17            |
| Denmark (Tracklisten)                | 24            |
| 44                                   | 44            |
| 49                                   | 49            |
| Global 200 (Billboard)               | 28            |
| Greece International (IFPI)          | 64            |
| Iceland (Plötutíðindi)               | 26            |
| 22                                   | 22            |
| Japan Hot Overseas (Billboard Japan) | 14            |
| Lithuania (AGATA)                    | 61            |
| 23                                   | 23            |
| 61                                   | 61            |
| New Zealand (Recorded Music NZ)      | 17            |
| Norway (VG-lista)                    | 18            |
| 85                                   | 85            |
| 67                                   | 67            |
| Sweden (Sverigetopplistan)           | 33            |
| 69                                   | 69            |
| 16                                   | 16            |
| US Billboard Hot 100                 | 40            |
| US Adult Contemporary (Billboard)    | 28            |
| US Adult Top 40 (Billboard)          | 11            |
| US Mainstream Top 40 (Billboard)     | 16            |
| US Rhythmic (Billboard)              | 26            |

## Historial de lanzamiento
| Región         | Fecha                 | Formato(s)                       | Etiqueta | Ref.   |
| -------------- | --------------------- | -------------------------------- | -------- | ------ |
| Varios         | 27 de enero de 2023   | Descarga digital, Streaming      | Columbia | [ 30 ] |
| Estados Unidos | 6 de febrero de 2023  | Radio contemporánea para adultos | Columbia | [ 31 ] |
| Estados Unidos | 7 de febrero de 2023  | Radio de éxito contemporáneo     | Columbia | [ 32 ] |
| Italia         | 24 de febrero de 2023 | Radio                            | sony     | [ 33 ] |